# باول ولز (ملحن)
باول ولز (بالإنجليزية: Paul Wells)‏ هو معلم موسيقى وملحن وعازف بيانو أمريكي، ولد في 22 يوليو 1888، وتوفي في 1 أبريل 1927.

## وصلات خارجية
- باول ولز على موقع ميوزك برينز (الإنجليزية)